# Everhard van Diest
Everhard van Diest (Diest ? - Münster, 5 april 1301) was vanaf 1275 tot 1301 prins-bisschop van Münster. Tijdens zijn ambtstermijn wist hij zijn heerschappij uit te breiden in het centrale (sticht) Münsterland. In Friesland had hij daarentegen veel gebieden verloren.

## Beginjaren
Hij stamde van een Brabantse familie af. Hij was verwant aan een jonge lijn van de familie Van Cuijk, de graven van Rietberg maar ook van aartsbisschop Siegfried van Westerburg. Everhard was een zoon van Gerhard van Diest, die gesneuveld was tijdens de Kruistocht tegen de Stedingers. Het is onbekend wie zijn moeder was. Zijn oom speelde een grote rol in zijn benoeming tot bisschop. Johann van Diest behoorde tot de minorieten en werd later tot bisschop van Samland (Oost-Pruisen) benoemd daarna van Lübeck. Hij steunde de paus en stond koning Willem II van Holland bij. Ook Everhard was een volgeling van de paus en koning Willem.
Everhard werd in 1248 voor het eerst op een oorkonde vermeld. In die tijd was hij proost van het klooster Hünfeld aan het koninklijke hof in Aken. Daar diende hij de koning ruime tijd als notaris. In het jaar 1251 trad hij met de latere paus Urbanus IV op als getuige op een koninklijke oorkonde. In 1252 werd hij vermeld in een koninklijke oorkonde als proost van Fulda. Hij begeleidde Willem toen hij dat jaar in Brunswijk als Duitse koning werd beëdigd. Everhard had ook de proosdij van St. Gereon in Keulen verworven. In 1253 werd hij door de paus voorgedragen voor een bisschopspositie.

## Een moeilijke start
Allereerst bood in 1272 met de dood van de Münsterse bisschop Gerhard van der Mark een gelegenheid voor Everhard. De keuze bleek uiteindelijk zwaar. Er was in de vorm van Wigbold I van Holte een serieuze mededinger. Toen deze na het tellen van de stemmen een meerderheid behaalde ontstond er in het bisdom Münster grote onrust. De achtergrond hiervan is niet duidelijk. Mogelijk maakten ook de burgers aanspraak om aan de verkiezing deel te nemen. Slechts met steun van de Engelbert I van der Mark evenals talrijke andere hoge wereldse en geestelijke heren lukte het om graaf Otto I van Tecklenburg als bemiddelaar in te zetten tot de verkiezing van bisschoppen werd voltooid. Pas nadat koning Rudolf van Habsburg de paus om een keuze smeekte, kon Everhard gekozen worden. Wigbold I van Holte zou later aartsbisschop van Keulen worden.
Pas in het jaar 1275 na drie jaren van rust startte Everhard met het regentschap in het Bisdom Münster.

## Voortgang van het geestelijk leven
In zijn visie op het geestelijke leven probeerde Everhard tegen misstanden op te treden. Deze omvatten in 1282 het bekendmaken synodische besluiten tegen het concubinaat van de geestelijkheid, de handelsactiviteit, simonie en het gebrek aan onderwijs. Daarnaast werkte Everhard aan de vertalingen van de pauselijke liturgie hervormingen.
De verhouding met de bisschop tot het domkapittel was in het begin goed. Everhard probeerde ook de conjunctuur van het sticht te verbeteren. Hij liet verpande goederen terugkopen en had andere bezittingen, die niet winstgevend waren weer verkocht. Omdat de bisschop willekeurig had gehandeld en niet voldoende betrokken was bij de Sticht, werd zij onderhevig aan een oppositiebeweging. In het jaar 1301 vormden zij een alliantie tegen Everhard. De monastieke omgeving van de minorieten had hij in het bijzonder gestimuleerd.
Everhard verleende veel gratie, met name in het kader van stimulering van de bouw van kerken. Zijn verhouding met de Romeinse Curie was niet bepaald nauw. De oproep van paus Gregorius X in 1274 tot een kruistocht werd niet opgevolgd door Everhard van Diest.

## Politiek
Op politiek gebied erfde hij de inmenging in de Friese onrust. In 1276 slaagde hij erin om een schikking met de Friezen te krijgen en de nodige contracten af te sluiten.
Everhard was vanaf het begin van zijn ambtstermijn aan het Bisdom Keulen verbonden en ging samen met deze de strijd aan tegen de onafhankelijkheidsstrijd van de Keulenaars. Met de bisschop van Keulen sloot hij ook een verbond tegen de heren van Lippe. Op onduidelijke gronden ontstond er ook een vete met de graven van Limburg (die in 1282 middels een bestand beëindigd werd) en met de bisschop van Osnabrück (die later werd uitgebreid met meer deelnemers). Zij richtten zich met name op het graafschap Tecklenburg. In 1299 hadden zij mogelijk een poging ondernomen om Everhard middels ondersteuning van burgers van Münster gevangen te nemen. Everhard reageerde daarop met vernietigingen in het graafschap Tecklenburg. Dit werd weer benut door Everhard I van der Mark om Münsters gebied binnen te vallen. Pas na bemiddeling van de bisschoppen van Osnabrück en Paderborn kwam een einde aan dit conflict.
Ondanks zijn tijdelijke alliantie met de aartsbisschop van Keulen, stond hij niet positief tegenover de poging van Siegfried van Westerburg om zijn macht uit te breiden in Westfalen. Buiten zijn bisdom had Everhard uiteindelijk nauwelijks een rol gespeeld. Wel wist hij zijn heerschappij uit te breiden in het centrale (sticht) Münsterland. In Friesland had hij echter veel gebieden verloren. In zijn ambtstermijn, had de kerk en bisschop niet langer de overhand, maar was de invloed van de burgers toegenomen.
Everhard van Diest werd na zijn overlijden in 1301 in de Dom van Münster bijgezet en werd datzelfde jaar opgevolgd door Otto III (van Rietberg).